# Днепр (футбольный клуб, Днепр)
«Днепр» (укр. «Дніпро») — украинский футбольный клуб из одноимённого города. Основан в 1918 году, де-факто прекратил существование летом 2019 года. Один из наиболее титулованных клубов страны. Двукратный чемпион СССР, обладатель Кубка СССР, семикратный бронзовый и двукратный серебряный призёр чемпионата Украины, финалист Лиги Европы УЕФА 2014/15.
Был назван в честь одноимённой реки, протекающей через город. Название «Днепр» также имеют баскетбольная, регбийная и другие команды города. Однако «Днепр» не являлся мультиспортивным клубом — он принадлежал Игорю Коломойскому, который также владеет баскетбольными клубами «Днепр» и «Будивельник» (но ФК «Днепр» и БК «Днепр» — юридически отдельные структуры).
В советское время клуб был членом Советского добровольческого спортивного общества «Металлург» (поэтому носил название «Металлург») и до 1961 года находился под спонсорством Днепропетровского металлургического завода им. Григория Петровского. После 1961 года клуб перешёл под юрисдикцию Южного машиностроительного завода («Южмаш») и был переименован в «Днепр». В 1996 году клуб был приобретён группой «Приват», одним из руководителей которой был Игорь Коломойский, который и являлся президентом «Днепра».

## Прежние названия
- 1918—1925 — БРИТ (Брянский рабочий индустриальный техникум)
- 1925—1936 — «Петровец»
- 1936—1949 — «Сталь»
- 1949—1961 — «Металлург»
- 1961—2019 — «Днепр»

## История

### Советская эпоха

#### 1918—1946
Команда основана в 1918 году и называлась БРИТ (Брянский рабочий индустриальный техникум). Техникум находился в ведомстве Брянского завода (ныне ОАО «Днепровский металлургический завод»). Её предшественником называют команду «Алькор», основанную рабочими завода в 1915 году и официально зарегистрированную 27 марта 1916 года. Команда участвовала в первых двух первенствах Екатеринославской футбольной лиги и стала победителем данного турнира в 1916 и 1917 годах соответственно. Позднее, в 1918 году, когда началась гражданская война, команда приостановила свои выступления, но в 1923 году возродилась при фабрично-заводском училище, а вскоре полностью перешла под опеку завода.
В 1925 году команда представляла Днепропетровский металлургический завод имени Г. И. Петровского и называлась «Петровец». В то время команда выступала в первенствах города, которые проводились 2 раза в год (весной и осенью). Первый успех «Петровец» праздновал в 1927 году, когда стал победителем весеннего первенства. Но в следующем году у команды был провальный сезон и она долго не демонстрировала никаких успехов.
В 1936 году «Петровец» получил новое название — «Сталь». С этого года в чемпионатах СССР и розыгрышах Кубка страны стали принимать участие не сборные команды городов, республик, а коллективы спортивных обществ. В 1-м чемпионате СССР, который состоялся весной 1936 года, приняли участие коллективы только трех крупнейших городов страны — Москвы, Ленинграда и Киева. Городу Днепропетровску предоставили лишь два места: днепропетровское «Динамо» стало единственным украинским представителем в группе «Б», а в группе «Г» приняла участие «Сталь» завода имени Ленина. «Сталь», участвовала в премьерных чемпионатах СССР 1936 года (весеннем и осеннем), представляла трубопрокатный завод имени Ленина. Иногда эту команду ошибочно считают предшественником современного «Днепра», так как существовала одноимённая команда завода им. Петровского (бывший «Петровец»). Однако на официальном сайте клуба сказано:
...а в группе «Г» приняла участие «Сталь». На этом названии хотелось бы остановиться подробнее, дабы в дальнейшем не возникало путаницы. «Сталь», участвовавшая в премьерных чемпионатах СССР 1936 года (весеннем и осеннем), представляла трубопрокатный завод имени Ленина. А предшественник «Днепра» взял старт в союзных чемпионатах в 1937 году.
В 1936 году «Сталь», которая отстаивала честь завода им. Петровского, играла в первенстве УССР среди коллективов физкультуры, а также в первом розыгрыше Кубка СССР. В стартовом матче этого турнира в 1/64 финала на своем поле она победила команду Барановского фарфорового завода с уничтожительным счётом 10:0. Состав команды в первом официальном матче всесоюзного турнира: Шинкаренко, Ивченко, Шебанов, Змеев, Авдеенко, Радченко, Яновский, Засух, Гоцалюк, Кльоцкин, Михеев. В 1937 году команду «Сталь» завода им. Ленина сменила в чемпионате команда «Сталь» завода им. Петровского, это был их дебютный сезон в первенстве СССР, в котором команда заняла в группе «Г» 9-е место, а в следующем году — 15-е место в группе «Б».
После Великой Отечественной войны в 1946 году значительно обновленная «Сталь» приняла участие в чемпионате СССР. Играла она в южной подгруппе и заняла 12-е место.

#### 1947—1956
В следующем году команда выступала лучше, чему способствовало объединение с днепропетровской командой «Динамо». «Сталь» заняла 4-е место во 2-й подгруппе украинской зоны. В 1948 был сделан ещё один шаг вперед. В подгруппе «А» этой же зоны команда вышла на вторую строчку в турнирной таблице. Однако выйти в лигу сильнейших «Сталь» тогда не смогла.
В 1949 году команду переименовали в «Металлург». Она по-прежнему защищала спортивную честь завода имени Петровского.
В период с 1949 по 1952 год команда не достигла значительных успехов.
В 1953 году после длительного перерыва «Металлург» был допущен к участию в соревнованиях среди команд класса «Б» и занял восьмое место. В составе «Металлурга» впервые оказались два футболиста из Грузинской ССР — защитник Николай Майсурадзе и форвард Казбек Маргишвили.
1954 год оказался удачным для команды. «Металлург» занял 4-е место в третьей подгруппе класса «Б». В этом же году днепропетровцы впервые в истории вышли в полуфинал розыгрыша Кубка СССР, где проиграли ереванскому «Спартаку» со счётом 0:4.
Следующие два года у «Металлурга» снова был спад. В 1955 году под руководством заслуженных мастеров спорта Радикорского и Греберы команда заняла 9-е место в первой зоне УССР (класс «Б»). Этот год запомнился блестящей игрой юного вратаря Владимира Маслаченко.
В 1956 году команду тренировал заслуженный мастер спорта Николай Морозов. «Металлург» занял 14-е место в первой зоне УССР (класс «Б»).
В 1957 году, несмотря на значительные кадровые потери (главная из которых — переход в московский «Локомотив» вратаря Маслаченко), «Металлург» занял 4-е место во второй зоне класса «Б».
В 1957 году команду возглавил Серафим Холодков, который делал большую ставку на молодежь. Но надежд она не оправдала, заняв в 1960 году лишь 8-е место из 19-ти во второй зоне класса «Б» Украинской ССР. В конце сезона Холодкова заменил детский тренер М. Коломоец, однако он тоже не смог поправить турнирное положение команды.

#### 1961—1991
В 1961 году «Металлург» уже готовил новый старший тренер, бывший защитник московского «Локомотива», мастер спорта Герман Забелин. С его проходом в команду начали приглашать много новых игроков, но результата не было. В середине сезона произошла очередная смена тренера. Команду возглавил Михаил Дидевич. 14-е место во второй зоне УССР (класс «Б») никого не удовлетворило.
В 1962 году «Металлург» был переименован в «Днепр» и теперь защищал он спортивную честь Южного машиностроительного завода, который в то время был сверхсекретным. Однако стадион, на котором играла команда, оставался в собственности завода имени Петровского. Тогдашний директор ЮМЗ Александр Макаров пробовал договориться с руководством металлургического завода об аренде стадиона, либо его переводе на баланс «Южмаша», но руководство завода им. Петровского ответило отказом. Поэтому в 1966 году ЮМЗ открыл собственный стадион — «Метеор», на который команда переехала в 1966 году.
В 1963 году было решено увеличить количество команд класса «А» до 38-и с распределением их на две подгруппы. Это делалось с учётом спортивных результатов. Исключение сделали для команд Горького и Днепропетровска, которые имели хорошую материальную базу и представляли крупнейшие промышленные центры. Так «Днепр» появился в классе «А». В команду был приглашен новый тренер заслуженный тренер УССР, мастер спорта Анатолий Зубрицкий. В 1963 (18 команд), 1964 (32 команды), 1965 (32 команды) «Днепр» занимал 8-е места во второй группе класса «А».

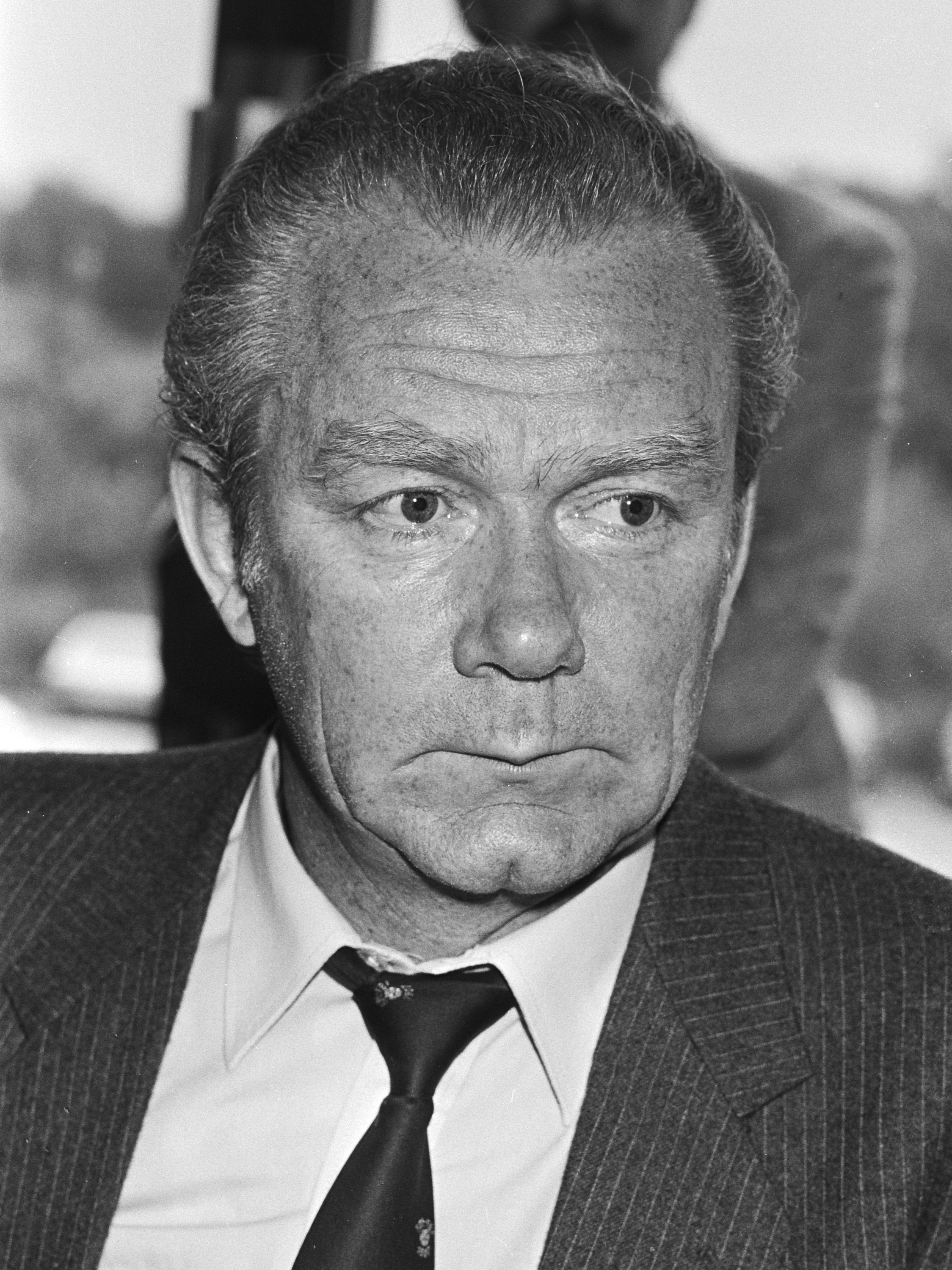
Валерий Лобановский

В 1967 году на смену Зубрицкому и Дидевичу пришёл Леонид Родос. «Днепр» занял 4-е место во второй подгруппе второй группы класса «А».
1968 год для «Днепра» стал переломным. Команда заняла 3-е место среди команд второй группы второй подгруппы класса «А». В конце сезона «Днепр» возглавил Валерий Лобановский, которому было только 29 лет. Перед новым тренером никаких серьёзных задач не ставили. Лобановский проводил интенсивные тренировки, наигрывал звенья, а в тактике делал упор на атаку большими силами. И в 1969 году «Днепр» занял первое место в третьей группе второй подгруппы класса «А».
В 1970 году была создана Первая лига СССР. В неё вошли 16 команд второй группы класса «А». «Днепр» снова не смог пробиться в Высшую лигу, заняв третье место в Первой лиге. Команда набрала тогда одинаковое количество очков с «Кайратом», но по разнице забитых и пропущенных мячей второе место получила казахстанская команда.
В 1971 году благодаря Валерию Лобановскому «Днепр» выиграл Первую лигу и поднялся в высший дивизион. Команда набрала 63 очка, одержав 27 побед в 42 матчах.

Евгений Мефодьевич Кучеревский — самый успешный тренер в истории клуба

В дебютном сезоне в Высшей лиге «Днепр» финишировал на шестом месте. В следующем сезоне «Днепр» выходит в полуфинал Кубка СССР, повторив это достижение ещё два раза (1976, 1982).
В 1978 году команда заняла последнее место и вылетела из Высшей лиги в Первую, но через два года снова вернулась в элиту. В 1981 году с самого начала чемпионата «Днепр» скатился в стан аутсайдеров. В данной ситуации руководство клуба доверило команду малоизвестным тогда специалистам Владимиру Емцу и Геннадию Жиздику. Они выполнили задачу сохранить команду в Высшей лиге и, стабилизировав состав, в 1983 году неожиданно для всех привели команду к чемпионскому званию. В следующие два года днепропетровцы завоёвывали бронзовые медали чемпионата. В 1986 году «Днепр» снова настиг провал и 11-е место в Высшей лиге, вследствие чего был уволен Владимир Емец. На тренерском мостике его заменил Евгений Мефодьевич Кучеревский. Его эпоху можно с полным правом назвать «золотыми годами „Днепра“» : 1987 год — 2-е место в чемпионате, 1988 год —1-е, 1989 год — 2-е. К тому же в 1989 году команда становится обладателем Кубка СССР и Кубка сезона. В 1990 «Днепр» стал финалистом Кубка Федерации футбола. За эти годы команда дала советскому футболу таких известных футболистов, как Олег Протасов, Геннадий Литовченко, Олег Таран, Алексей Чередник, Владимир Лютый, Николай Кудрицкий, Вадим Тищенко,Сергей Краковский, Владимир Багмут, Евгений Шахов и др. Также в 1987 году, уже после ухода Емца, был организован первый в стране хозрасчётный футбольный клуб «Днепр», который базировался в здании спортивного комплекса «Метеор».

### Независимая Украина

#### 1992—2006
«Днепр» и с формированием чемпионата Украины продолжал занимать высокие места. Уже в первенстве-1992, которое длилось полгода, «Днепр» занял второе место в группе «Б» и в матче за бронзу победил донецкий «Шахтер». Наставник «днепрян» Евгений Кучеревский провел в первом национальном чемпионате только один матч и уехал в Тунис — тренировать местный клуб «Этуаль дю Сахель». Основной путь к бронзовым наградам с командой проделал Николай Павлов. В следующем сезоне «Днепр» стал серебряным призёром чемпионата, не став чемпионом из-за неожиданных изменений в регламенте. В 1995 году команду возглавил первый в истории иностранный тренер — немец Бернд Штанге, который до этого работал с рядом немецких клубов, а также сборной ГДР. Под руководством Штанге «днепряне» два раза брали бронзу чемпионата и один раз выходили в финал Кубка где, уступили донецкому «Шахтёру» по пенальти 7:6. Преемник немца, Вячеслав Грозный во второй раз вывел команду в финал Кубка, где «днепряне» вновь уступили «Шахтёру». В 1996 году сотрудничество с клубом прекратил главный спонсор — компания «Интергаз». Тогда спонсором «Днепра» стал «ПриватБанк» во главе с Игорем Коломойским и «Биола». Сезоны 1998/1999 и 1999/2000 годов можно считать провальными. «Днепр» занимал места во второй половине таблицы, однако команда сохранила прописку в элите. А уже в сезоне 2000/2001 берёт очередную бронзу.

В 2001 году «Днепр» снова возглавляет Евгений Кучеревский. Он в сезонах 2003/04 и 2004/05 выводил команду в 1/16 финала Кубка УЕФА, где «днепряне» уступили «Марселю» и сербскому «Партизану». Также «Днепр» снова вышел в финал Кубка Украины, где снова уступил «Шахтёру». Два раза выигрывал бронзу чемпионата. Именно в сезоне 2003/04 «Днепр» добыл одну из своих главных побед на евроарене. 15 октября 2003 года на стадионе «Метеор», в рамках 1/64 финала Кубка УЕФА, был повержен немецкий «Гамбург» со счётом 3:0, после выездного поражения 2:1. Кучеревский и сегодня считается одним из лучших тренеров в истории «Днепра». После отставки с поста главного тренера год работал спортивным директором клуба до своей гибели в автокатастрофе 26 августа 2006 года.

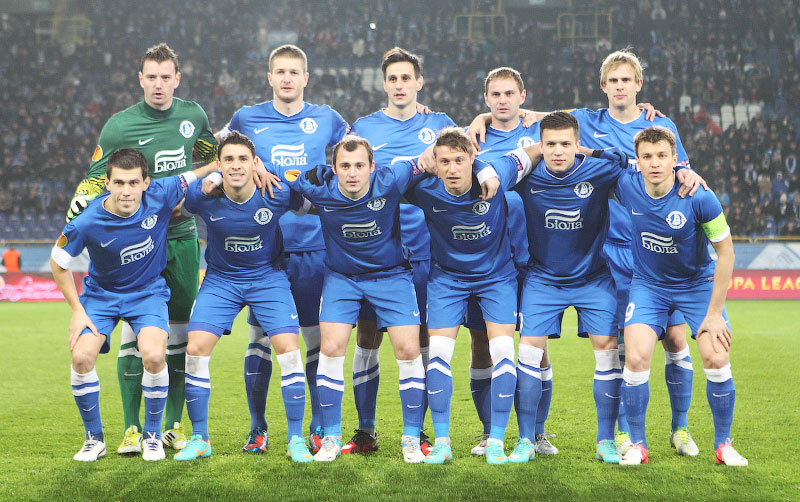
«Днепр» в 2012 году

#### 2006—2012
В дальнейшем «Днепр» 7 раз занимал привычное четвёртое место. До 2010 года «Днепром» руководили сначала Олег Протасов, а затем — Владимир Бессонов. Команда играла не очень хорошо, на внутренней арене никак не могла выиграть даже бронзовые медали, а в еврокубках начиная с 2005 года терпела постоянные неудачи, вылетая от посредственных команд типа «Беллинцоны», «Леха» или «Абердина».

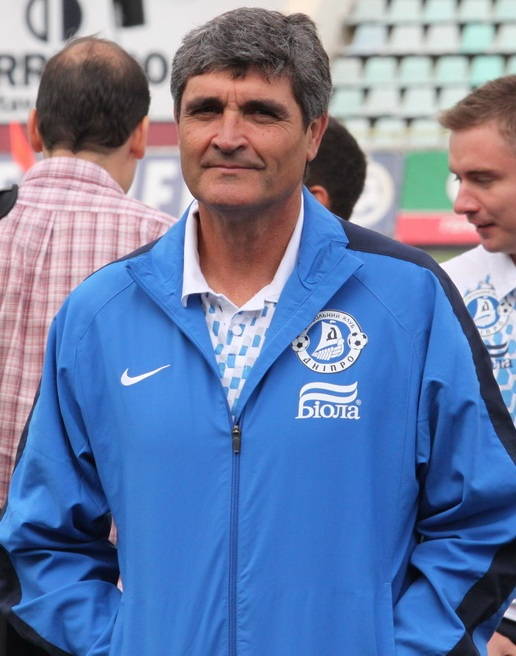
Хуанде Рамос

 Однако осенью 2010 года наступили большие перемены — в Днепропетровск пригласили именитого испанского тренера, который на то время успел выиграть два Кубка УЕФА и поработать с «Реалом» — испанца Хуанде Рамоса. Такой шаг, хоть и не сразу, но все же улучшил игру и результаты клуба. Два года понадобились Рамосу для того, чтобы создать действительно сильную команду.

#### 2012—2015
Осень 2012 года стала одним из наилучшим периодов в новейшей истории команды — «Днепр» уверенно разбирался со всеми соперниками, впервые за много лет действительно претендуя на медали чемпионата. А в Лиге Европы команда впервые за 6 лет пробилась в групповой раунд, и в сложной группе, где были гранды голландского и итальянского футбола — ПСВ и «Наполи», уверенно заняла первое место и вышла в плей-офф, дважды обыграв ПСВ, шведский АИК и один раз «Наполи». Однако весной 2013 «Днепр» демонстрировал гораздо менее привлекательный футбол и в итоге занял все то же надоевшее 4 место в Премьер-лиге, также вылетев в 1/16 финала Лиги Европы от швейцарского «Базеля». Но следующий сезон в чемпионате стал для команды триумфальным — «Днепр» наконец-то завоевал медали, причем не бронзовые, а серебряные, второй раз в своей истории став вице-чемпионом Украины и в третий раз в истории пробившись в главный клубный турнир Европы — Лигу чемпионов УЕФА. В Лиге Европы команда второй год подряд вышла в плей-офф, однако вылетела в 1/16 от английского «Тоттенхэма». Но после завершения успешного сезона из команды ушёл её главный творец, который вывел «Днепр» на европейский уровень — Хуанде Рамос, который не захотел продлевать контракт. Руководство клуба быстро нашло достойную альтернативу — «Днепр» принял известный украинский тренер Мирон Маркевич.
Сезон 2014/15 команда начала с выступлений на три фронта — в чемпионате, Лиге чемпионов и Кубке Украины. Из-за отсутствия качественного усиления, а также времени для реформирования команды Маркевичем, «Днепр» в первой части сезона выступал крайне нестабильно, чередуя яркие матчи с провальными. Как следствие, днепропетровская команда быстро вылетела из Лиги чемпионов от посредственного датского «Копенгагена», со скрипом пробилась в группу Лиги Европы, обыграв «Хайдук». Также с трудностями (благодаря счастливому стечению обстоятельств) в третий раз подряд вышла в 1/16 финала. В Кубке Украины «Днепр» без особых хлопот одолел сопротивление «Десны», «Волыни», «Черноморца» и добрался до полуфинала, где проиграл «Шахтёру».

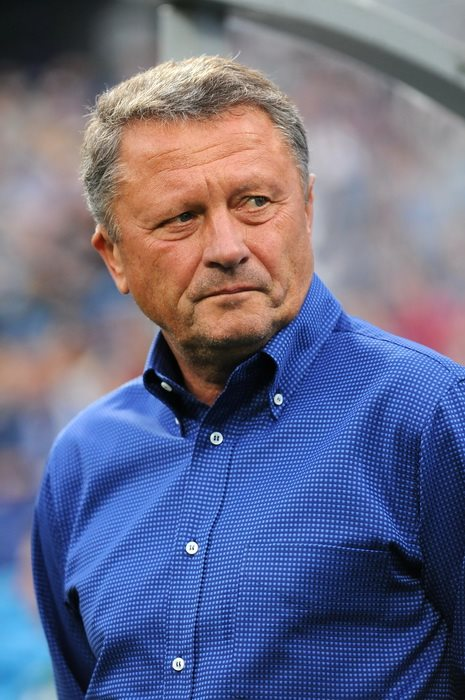
Мирон Маркевич тренировал «Днепр» с 2014 по 2016 год

В чемпионате после первой половины сезона команда занимала только 3 место, уступая сразу 8 очками лидеру — киевскому «Динамо», и в весенней части первенства сосредоточилась на преследовании донецкого «Шахтёра» в борьбе за второе место. Зато весенняя еврокубковая кампания оказалась значительно более удачной и даже исторической для клуба, матчи которой он проводил в Киеве (в связи с вооруженным конфликтом на востоке Украины УЕФА считал небезопасным проводить международные матчи в Днепропетровске, который находится всего в нескольких сотнях километров от зоны боевых действий). В 1/16 финала Лиги Европы по сумме двух матчей был пройден «Олимпиакос» (матч в Киеве закончился победой со счетом 2:0, а в гостях — ничьей 2:2). В 1/8 благодаря голу Романа Зозули в киевском матче и Евгения Коноплянки в дополнительное время в Амстердаме был пройден «Аякс». В 1/4 финала по итогам изнурительного поединка был повержен «Брюгге» (единственный гол за два матча забил Евгений Шахов, на 82-й минуте второго матча). Таким образом, «Днепр» впервые в своей истории вышел в полуфинал еврокубка, где по сумме двух матчей обыграл «Наполи» (1:1 на выезде и выиграл 1:0 дома) и впервые в истории вышел в финал, став при этом первой в истории командой, которая смогла добраться до финала Лиги Европы после поражения в третьем квалификационном раунде Лиги чемпионов. В финальной игре «Днепр» в напряженной борьбе уступил «Севилье» со счетом 2:3. Игроки «Днепра» Денис Бойко, Дуглас, Руслан Ротань и Евгений Коноплянка вошли в символическую сборную турнира.

#### 2015—2016

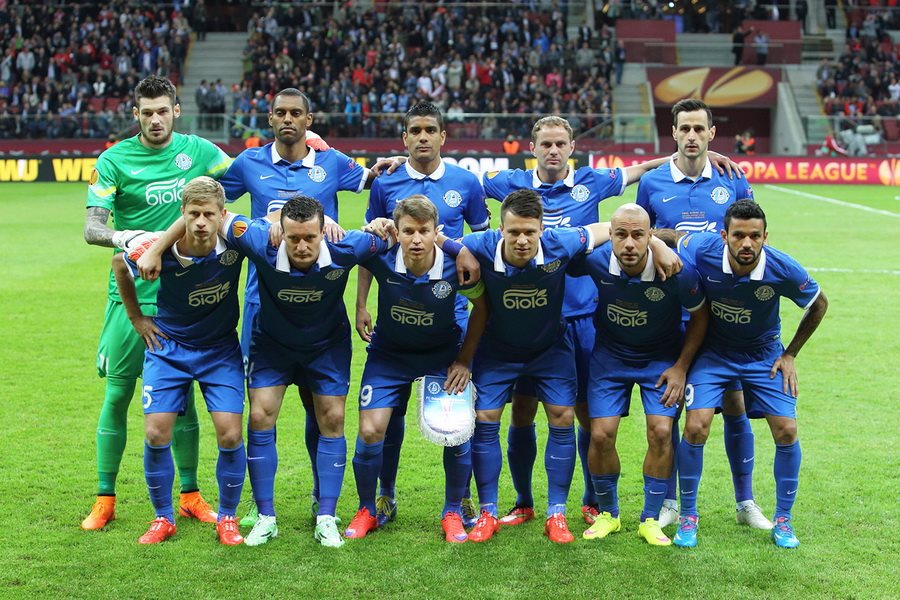
Игроки «Днепра» перед финальным матчем Лиги Европы УЕФА 2015

После финала из клуба ушли лидеры — Евгений Коноплянка (в «Севилью»), Никола Калинич (в «Фиорентину»), Джаба Канкава (в «Реймс»), а новички не сумели их достойно заменить. Роман Зозуля был травмирован. Основным бомбардиром команды стал Евгений Селезнев. Из Лиги Европы «Днепр» выбыл уже на групповом этапе, пострадав из-за судейских ошибок, отстав от второго места всего на 2 очка. В уже ничего не решавшем матче на «Днепр-Арене» «днепряне» победили «Русенборг» (3:0). Со временем Селезнёв ушёл в «Кубань», а Денис Бойко в «Бешикташ». Основным вратарем стал Ян Лаштувка. Ушёл также и Валерий Федорчук. «Днепр» отставал от тройки лидеров, находясь на четвёртом месте. Но несмотря на это, смог на «Днепр-Арене» победить донецкий «Шахтер» со счетом 4:1. В этом матче на замену вышел легенда клуба Сергей Назаренко. В последние дни чемпионата днепряне вырвали 3-е место у «Зари». Но у клуба был запрет на выступления в еврокубках в сезоне 2016/2017.
30 июня 2016 исполняющим обязанности главного тренера «Днепра» назначен Дмитрий Михайленко. В октябре 2016 по решению КДК ФИФА с «Днепра» было снято 6 турнирных очков. Причиной стал долг клуба тренерскому штабу Хуанде Рамоса в размере 1 миллион 350 тысяч евро. «Днепр» не смог договориться с испанцами о реструктуризации задолженности. Таким образом, с клуба были сняты очередные 9 очков в чемпионате.

#### 2016—2019
По итогам сезона 2016/17 команда заняла 11-е место в таблице (из-за ещё нескольких снятий очков) и выбыла в Первую лигу. Однако решением ФИФА за невыплату долгов клуб был переведен ещё ниже, во Вторую лигу. В летнее межсезонье «Днепр» покинули практически все футболисты прошлого сезона. Ряд молодых игроков перешёл в луганскую «Зарю». Ряд опытных футболистов с несколькими молодыми — в новосозданный клуб «Днепр-1». Состав команды пополнился игроками из дубля. В сезоне 2017/18 «Днепр» выступал в группе «Б» Второй лиги. В летнее межсезонье команду возглавил Александр Поклонский. Капитаном «Днепра» стал Сергей Палюх. На старте сезона команду лишили ещё 3 очков.
В Кубке Украины «сине-бело-голубые» вылетели уже в 1-м предварительном этапе от любительского клуба «Демня», уступив на последних минутах со счётом 1:2. Первую половину сезона во Второй лиге «Днепр» завершил на 3 месте. Зимой команду начали покидать основные игроки: Егор Назарина ушёл в «Антверпен», Юрий Вакулко — в «Партизан», главный лидер команды Артём Довбик — в «Мидтьюлланн». Но при этом также ряд футболистов продлили с клубом контракты. 16 января 2018 года с «Днепра» сняли очередные 6 очков за долг перед экс-форвардом команды Николой Калиничем. Также через несколько недель с команды было снято ещё 9 очков за задолженность за трансфер бразильца Эжидио, который провёл за команду всего 5 матчей (4 — в Лиге Европы и 1 — в чемпионате Украины).
Во второй половине сезона команда играла менее уверенно — «Днепр» уже не мог одолеть соперников, с которыми уверенно справлялся осенью. В итоге «сине-бело-голубые» остались на том же 8-м месте.
7 июня 2018 года «Днепр» был официально лишён профессионального статуса за невыплату задолженности перед Хуанде Рамосом и его тренерским штабом. В конце июня 2018 инициативными болельщиками «Днепра» была создана общественная организация «Днепр-1918» (ГО «Дніпро-1918») для создания одноимённого футбольного клуба. Летом того же года новая команда стартовала в чемпионате города, однако к концу года фактически исчезла.
1 августа «Днепр» внёс в заявку на сезон тренера команды Сергея Назаренко, который выступал за днепропетровскую команду с 1998 по 2011 год, а также провёл 6 матчей в 2016 году. 4 августа «Днепр» стартовал в Любительском чемпионате Украины, проиграв на «Днепр-Арене» запорожскому «Мотору» со счётом 1:2. Первую половину сезона «днепряне» завершили на 6-м месте среди 12 команд.
Осенние выступления в Кубке оказались более удачными. В 1/16 финала «днепряне» обыграли по сумме двух матчей краматорский «Сапфир», в 1/8 — одного из лидеров футбола Харьковской области — «Универ-Динамо», а в 1/4 — действующего обладателя трофея — «ЛНЗ-Лебедин», совершив на последних минутах ответного матча феерический «камбэк», и вышли в полуфинал на «Волчанск».
10 ноября на «Днепр-Арене» состоялся праздник, посвящённый 100-летию «Днепра». Главной частью праздника стал матч, в котором приняли участие «команда звёзд Днепра» и «команда звёзд Украины» (почти все игроки «команды Украины» имели какое-нибудь отношение к «Днепру»). В составе «команды Днепра» сыграли Валерий Лябик, Олег Шелаев, Сергей Назаренко, Олег Протасов, Валерий Городов, Сергей Краковский, Эдуард Сон, Александр Рыкун, Олег Таран и др. В составе «сборной Украины» — Николай Медин, Виталий Мандзюк, Вадим Евтушенко, Анатолий Демьяненко, Мирон Маркевич и др. Среди почётных гостей праздника были президент Федерации футбола Украины Андрей Павелко и бывший мэр Днепропетровска Иван Куличенко. Перед матчем на стадионе выступали художественные коллективы, также участники матча были награждены медалями от ФФУ (кроме того, Валерий Городов был награждён званием «Заслуженный тренер Украины»). Сам матч закончился со счётом 2:3 в пользу «сборной Украины».
Успешный поход «Днепра» в любительском Кубке завершился на стадии полуфинала. В первом матче «сине-бело-голубые» проиграли 1:0, но в ответном матче на «Днепр-Арене» отыгрались 1:0 и противостояние перешло в овертаймы, а потом и серию 11-метровых ударов, где сильнее оказался «Волчанск» — 4:5. В чемпионате команда завершила сезон на 10-м месте
1 июля 2019 года стало известно, что «Днепр» не заявился на следующий сезон любительского чемпионата, а его место там займёт СК «Днепр-1-Борисфен». Таким образом ФК «Днепр» фактически прекратил существование.
13 июня 2024 года экс-генеральный директор ФК «Днепр» Андрей Стеценко в интервью изданию Український Футбол заявил о возможном «возрождении» клуба:

– Для чего ФК Днепр существует?
– На всякий случай. Возможно, войну переживём и что-то придумаем насчёт возрождения. Но это лично моё мнение и никакой не инсайд. Если руководство клуба не ставит вопрос про полное закрытие клуба (юридического лица), то у них есть какое-то ви́дение. А вот какое – этого я не знаю. Не закрывают – вот мы и существуем.
Оригинальный текст (укр.)
– Для чого ФК Дніпро існує?
– Про всяк випадок. Можливо, війну переживемо та щось придумаємо щодо відродження. Але це особисто моя думка і ніякий не інсайд. Якщо керівництво клубу не ставить питання про повне закриття клубу (юридичної особи), то в них є певне бачення. А ось яке саме – цього я не знаю. Не закривають – ось ми й існуємо.

## Достижения

### СССР
- Чемпионат СССР
  - Чемпион (2): 1983, 1988
  - Вице-чемпион (2): 1987, 1989
  - Бронзовый призёр (2): 1984, 1985
- Кубок СССР
  - Обладатель: 1989
- Суперкубок СССР
  - Обладатель: 1989
- Кубок Федерации футбола СССР
  - Обладатель (2, рекорд): 1986, 1989
  - Финалист: 1990
- Первая лига СССР
  - Победитель: 1971
  - Серебряный призёр (2): 1969, 1980
  - Бронзовый призёр: 1970
- Чемпионат Екатеринослава/Днепропетровска
  - Чемпион (2): 1923 (осень), 1927 (весна)

### Украина
- Чемпионат Украины
  - Серебряный призёр (2): 1993, 2014
  - Бронзовый призёр (7): 1992, 1995, 1996, 2001, 2004, 2015, 2016
- Кубок Украины
  - Финалист (3): 1995, 1997, 2004

### Международные
- Лига чемпионов УЕФА / Кубок чемпионов
  - Четвертьфинал (2): 1985, 1990
- Лига Европы УЕФА
  - Финалист: 2015
- Кубок Интертото
  - Финалист: 2006

### Другие турниры
- Турнир на Приз газеты «Советский Спорт»
  - Победитель: 1977
- Marbella Cup
  - Обладатель: 2011
- Diamonds Cup
  - Обладатель: 2014
- Costa Del Sol Trophy
  - Обладатель (2): 2012, 2013

### Молодёжная команда
- Первенство дублёров СССР
  - Чемпион (3): 1984, 1987, 1991
  - Серебряный призёр (2): 1986, 1990
  - Бронзовый призёр: 1989
- Молодёжный чемпионат Украины
  - Чемпион: 2015
  - Бронзовый призёр (3): 2011, 2014, 2016

### Футбольные призы
- «Агрессивному гостю»: 1988
- «Вместе с командой»: 1985
- «Гроза авторитетов»: 1976 (о)
- «Двумя составами»: 1984, 1988
- «За волю к победе»: 1972
- «За лучшую разницу мячей»: 1988
- «Кубок прогресса»: 1983, 1987
- «Имени Григория Федотова»: 1983, 1988
- «За справедливую игру»: 1985, 1986

## Клубная база
См. статью: Спортивно-тренировочная база ФК «Днепр»

## Статистика выступлений
См. статью: История выступлений ФК «Днепр», ФК «Днепр» в еврокубках

## Фарм-клубы
В 1967 году в Классе «Б» чемпионата СССР во 2-й зоне УССР играла команда «Сталь» Днепропетровского металлургического завода им. Григория Петровского, заняла 14-е место.

## Легионеры
См. статью: Список легионеров ФК «Днепр»

## Самые крупные победы и поражения

### «Петровец»
Самая крупная победа
| Петровец | 10:0 | Фарфоровый завод (Барановка, Житомирская область) | Кубок СССР 1936 |

Самое крупное поражение
| Петровец | 0:5 | Динамо (Харьков) | Кубок СССР 1936 |

### «Сталь»
Самая крупная победа
| Сталь | 6:1 | Спартак (Ужгород) | Днепропетровск | Кубок СССР 1947 |

Самое крупное поражение
| Сталь | 1:3 | Сельмаш (Запорожье) | Днепропетровск | Кубок СССР 1938 |

### «Металлург»
Самая крупная победа
| Металлург | 6:0 | Авангард (Свердловск) | 21 августа 1954 | Днепропетровск | Кубок СССР 1954 |

Самое крупное поражение
| Даугава (Рига) | 5:1 | Металлург | 17 сентября 1953 | Кубок СССР 1953 |

### «Днепр»
Крупные победы
| Днепр                 | 5:0  | Нефтчи (Баку)         | 11 июля 1972    | Днепропетровск | Чемпионат СССР 1972         |
| Днепр                 | 5:0  | Крылья Советов        | 14 марта 1974   | Днепропетровск | Кубок СССР 1974             |
| Днепр                 | 5:0  | Трактор (Павлодар)    | 12 марта 1979   | Днепропетровск | Кубок СССР 1979             |
| Днепр                 | 6:0  | Нистру (Кишинев)      | 5 июля 1983     | Днепропетровск | Чемпионат СССР 1983         |
| Днепр                 | 6:0  | Факел (Воронеж)       | 3 сентября 1985 | Днепропетровск | Чемпионат СССР 1985         |
| Днепр                 | 10:0 | Уралан                | 6 июля 1986     | Днепропетровск | Кубок СССР 1987/1988        |
| Днепр                 | 5:0  | Шинник (Ярославль)    | 4 июня 1988     | Днепропетровск | Кубок СССР 1988/1989        |
| Днепр                 | 7:0  | Металлург (Запорожье) | 28 ноября 1993  | Днепропетровск | Чемпионат Украины 1993/1994 |
| Металлист             | 0:6  | Днепр                 | 30 апреля 2006  | Харьков        | Чемпионат Украины 2005/2006 |
| Днепр                 | 7:0  | Ильичевец             | 26 мая 2013     | Днепропетровск | Чемпионат Украины 2012/2013 |
| Сталь                 | 0:6  | Днепр                 | 17 октября 2015 | Днепропетровск | Чемпионат Украины 2015/2016 |
| Днепр                 | 5:0  | Металлист             | 16 апреля 2016  | Днепропетровск | Чемпионат Украины 2015/2016 |
| Металлург (Запорожье) | 0:5  | Днепр                 | 18 августа 2017 | Запорожье      | Вторая лига Украины 2017/18 |
| Днепр                 | 5:0  | Металлург (Запорожье) | 21 октября 2017 | Днепр          | Вторая лига Украины 2017/18 |
| Днепр                 | 5:0  | Судостроитель         | 4 ноября 2017   | Днепр          | Вторая лига Украины 2017/18 |

## Клубная символика
Синий, белый и голубой — являются традиционными цветами «Днепра».
Ранее цвета клуба были красно-белыми. Позднее болельщики использовали флаги из синей, белой и голубой вертикальных полос.

Флаг «Днепра»

Гимн клуба:
Сине-бело-голубой
Реет флаг над головой.
Так назначено судьбой:
«Днепр», мы всегда с тобой!
Снова мы стоим стеной
За Днепропетровск родной.
Цель «Днепра» всегда одна —
Лишь победа нам нужна!
В мире не было и нет
Клуба лучше, чем наш «Днепр»!
Ведь недаром шар земной
Сине-бело-голубой!
Ведь недаром шар земной
Сине-бело-голубой!

## История дизайна формы
|      | 1983 | 1988 |      |
| 1991 | 1992 | 1992 | 1993 |
| 2000 | 2000 | 2011 | 2013 |

| 2014 |

## Владельцы клуба
| Годы      | Назвавние             |
| --------- | --------------------- |
| 1918—1961 | Завод им. Петровского |
| 1961—1998 | Южмаш                 |
| 1998—2019 | Игорь Коломойский     |

## Спонсоры

### Спонсоры экипировки
| Годы      | Назвавние |
| --------- | --------- |
| 1980—2001 | Adidas    |
| 2005—2008 | Umbro     |
| 2008—2019 | Nike      |

### Титульные спонсоры
| Годы      | Название |
| --------- | -------- |
| 1991—1996 | Интергаз |
| 1996—2019 | Биола    |

## Стадион

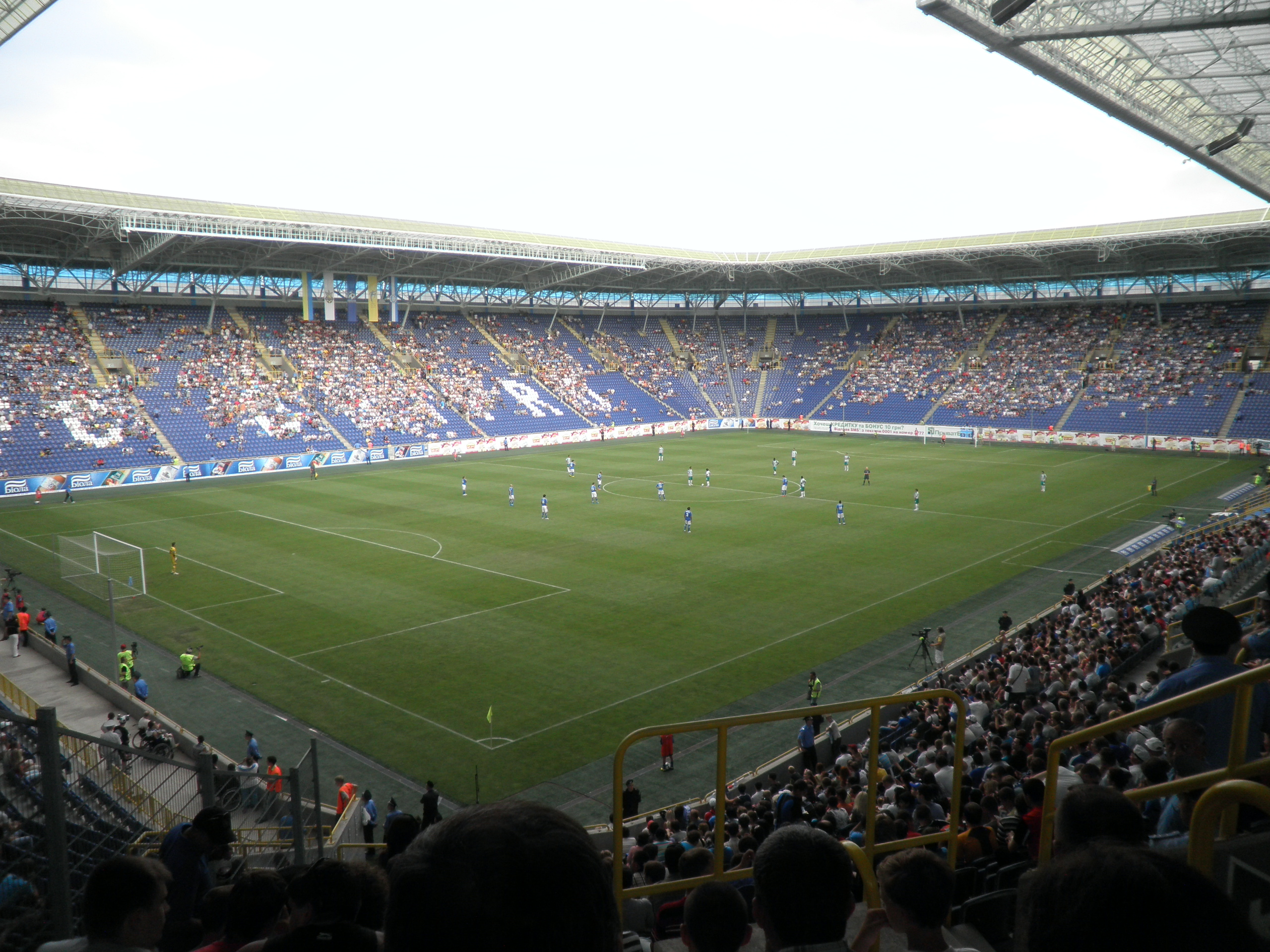
«Днепр-Арена»

Подробнее см. статьи: Металлург (стадион, Днепропетровск), Метеор (стадион, Днепропетровск), Днепр-Арена

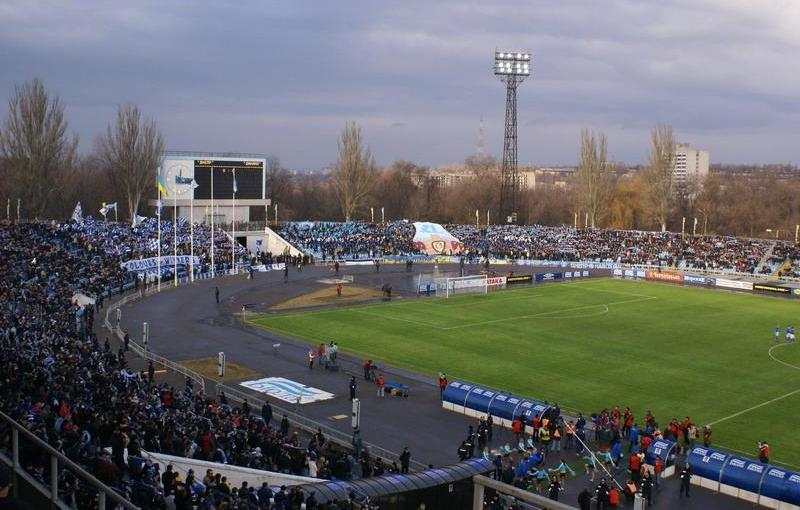
«Метеор»

Команда БРИТ проводила свои матчи на спортивной площадке «Сокол» (где и проводились все матчи чемпионата Екатеринослава). В 1925 году, после переименования команды в «Петровец», стал проводить матчи на стадионе «Динамо» в парке им. Валерия Чкалова.
В 1939 году команда (уже под названием «Металлург») переехала на стадион «Сталь» (с 1949 года — «Металлург»). 30 августа 1966 года был открыт стадион «Метеор». Новый стадион клуба «Днепр-Арена» был построен на месте бывшего стадиона «Металлург» в 2008 году. Стадион имеет более выгодное положение, поскольку расположен в центре города. Вместимость «Днепр-Арены» составляет 31 003 места. Новый стадион является полностью футбольным. Он не имеет традиционных для Советского Союза беговых дорожек. Навес стадиона полностью покрывает все зрительские сектора.

## Болельщики
Формирование фанатского движения в Днепропетровске началось в начале 1980-х годов, когда на стадионах начали появляться первые представители «Днепровских ультрас».

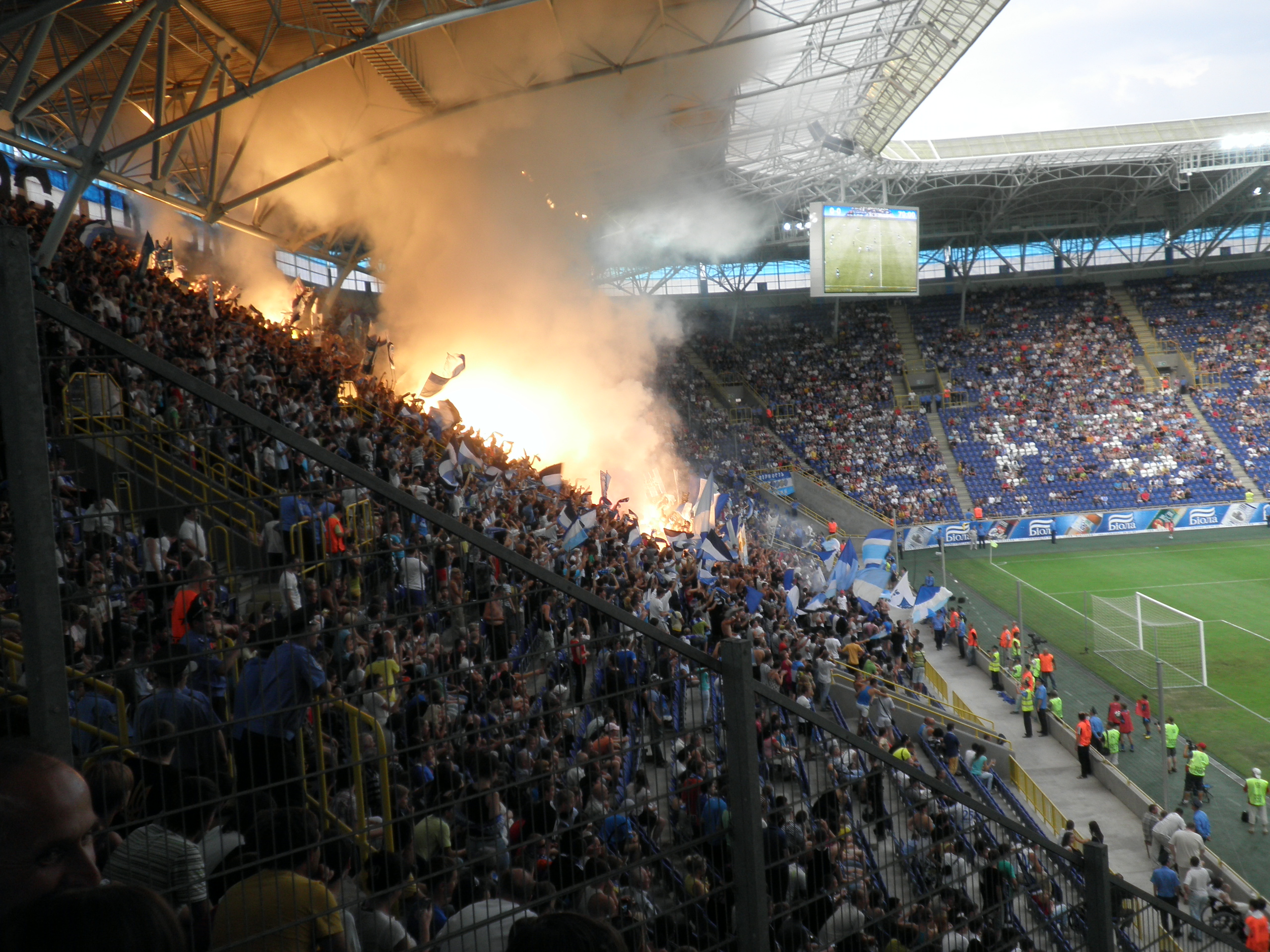
Фанаты «Днепра» на «Днепр-Арене»

Крупнейший днепровские ультрас-группы — «Голос Северной трибуны». (укр. «Рупор Північної Трибуни») и «Ультрас’83».
Фанатское движение «Днепра» является одним из крупнейших на Украине и до начала войны в Донбассе насчитывало около 4-5 тысяч человек. Фанаты собираются на северной трибуне (8-9 секторы) «Днепр-Арены».
«Днепр» — 3-4-й самый популярный футбольный клуб в Украине; опрос Киевского международного института социологии, проведённый в 2011 году, показал, что «сине-бело-голубых» поддерживают около 4,5 % украинских футбольных болельщиков.
Приблизительное количество фанатов в период наибольшего посещения составляла 4-5 тысяч человек. Днепропетровские болельщики поддерживают хорошие отношения с поклонниками киевского «Динамо», «Карпат», «Вереса» и «Севастополя». Неприязненные отношения были с фанами харьковского «Металлиста» (самое принципиальное противостояние для фанатов обоих команд), а также с фанами донецкого «Шахтёра», одесского «Черноморца», «Металлургов»: донецкого и запорожского, криворожского «Кривбасса», полтавской «Ворсклы» и киевского «Арсенала». С февраля 2014 года действует всеукраинское фанатское перемирие.
В 2018 году, в честь столетия клуба, фаны «Днепра» организовали празднование события. 15 июня была открыта тематическая фотовыставка в местном историческом музее. Фанаты украсили город по случаю столетия клуба — на улицах Днепра появились 100 эмблем ФК «Днепр», также организаторы акции создали масштабный мурал с изображением символики «Днепра».

## Противостояния
Самыми принципиальными для «Днепра» являются матчи против харьковского «Металлиста», а позже против его преемника — «Металлиста 1925», запорожского «Металлурга» и днепровского СК «Днепр-1» (оба — днепровское дерби). Также у болельщиков вызывают ажиотаж матчи «днепрян» против киевского «Динамо» и донецкого «Шахтёра».
Иногда (но очень редко) в разряд противостояний «Днепра» вносится так называемое «сине-бело-голубое дерби» — матчи с российским «Зенитом» (у обоих клубов официальные цвета — сине-бело-голубые). Тем не менее, после распада Советского Союза команды ни разу между собой не встречались, а до распада СССР цвета «Днепра» были другими.

## Президенты клуба
| Имя               | Годы       |
| ----------------- | ---------- |
| Геннадий Жиздик   | 1987—1988  |
| Сергей Тигипко    | ????—1994  |
| Игорь Бакай       | 1994—1996  |
| Юрий Алексеев     | 1996—2009  |
| Игорь Коломойский | 2009—н. в. |

## Тренеры
| Имя                       | Годы      | И   | В   | Н  | П  | М       | О        | Достижения |
| Александр Сердюков        | 1939      | 24  | 7   | 7  | 10 | 30-40   | 21       | |
| Николай Гутарев           | 1946      | 24  | 4   | 2  | 18 | 29-76   | 10       | |
| Пётр Беспалов             | 1946      | 5   | 1   | 1  | 3  | 6-14    | 3        | |
| Иван Лукин                | 1947      | 33  | 15  | 11 | 7  | 78-54   | 41       | |
| Николай Лущицкий          | 1948      | 21  | 12  | 4  | 5  | 49-37   | 28       | |
| Иван Лукин                | 1949      | 35  | 16  | 4  | 15 | 57-31   | 36       | |
| Григорий Балаба           | 1953      | 13  | 2   | 2  | 9  | 14-33   | 6        | |
| Николай Лущицкий          | 1953—1954 | 25  | 12  | 8  | 5  | 42-29   | 32       | |
| Сергей Голод              | 1954      | 7   | 3   | 1  | 3  | 12-13   | 7        | |
| Всеволод Радикорский      | 1955      | 34  | 17  | 2  | 15 | 60-49   | 36       | |
| Николай Морозов           | 1956      | 34  | 10  | 9  | 15 | 40-58   | 29       | |
| Серафим Холодков          | 1957—1960 | 134 | 63  | 29 | 42 | 228-177 | 155      | |
| Михаил Коломоец           | 1960      | 8   | 3   | 1  | 4  | 13-13   | 7        | |
| Геннадий Забелин          | 1961      | 27  | 9   | 5  | 13 | 27-30   | 23       | |
| Михаил Дидевич            | 1961      | 17  | 7   | 6  | 4  | 18-16   | 20       | |
| Серафим Холодков          | 1962      | 38  | 12  | 18 | 8  | 50-42   | 42       | |
| Анатолий Зубрицкий        | 1963      | 21  | 8   | 6  | 7  | 24-23   | 22       | |
| Леонид Родос              | 1963      | 15  | 5   | 5  | 5  | 15-15   | 15       | |
| Анатолий Зубрицкий        | 1964—1967 | 122 | 43  | 38 | 41 | 120-119 | 124      | |
| Леонид Родос              | 1967—1968 | 73  | 32  | 24 | 17 | 88-63   | 88       | |
| Валерий Лобановский       | 1968—1973 | 207 | 105 | 52 | 50 | 307-191 | 262      | Победитель первой лиги 1971 Серебряный призёр первой лиги 1969 Бронзовый призёр первой лиги 1970 |
| Виктор Каневский          | 1973—1977 | 127 | 44  | 32 | 51 | 138-148 | 120      | |
| Вадим Иванов              | 1977—1978 | 18  | 3   | 5  | 10 | 9-19    | 11       | |
| Андрей Биба               | 1978      | 3   | 1   | 0  | 2  | 4-4     | 2        | |
| Йожеф Сабо                | 1978—1979 | 39  | 15  | 9  | 15 | 44-47   | 39       | |
| Леонид Колтун             | 1979      | 1   | 0   | 1  | 0  | 1-1     | 1        | |
| Виктор Лукашенко          | 1979—1981 | 98  | 41  | 21 | 36 | 117-128 | 103      | Серебряный призёр первой лиги 1980 |
| Леонид Колтун             | 1981      | 2   | 2   | 0  | 0  | 6-4     | 4        | |
| Владимир Емец             | 1981—1986 | 223 | 100 | 60 | 63 | 344-258 | 260      | Чемпион СССР 1983 Бронзовый призёр чемпионата СССР 1984, 1985 Кубок федерации футбола СССР 1986 - Четвертьфинал Кубка европейских чемпионов 1985                                                           |
| Евгений Кучеревский       | 1987—1992 | 210 | 105 | 54 | 51 | 314-207 | 267      | Чемпион СССР 1988 Вице-чемпион СССР 1987 Кубок СССР 1988/1989 Кубок сезона 1989 Кубок федерации футбола СССР 1989 Финал Кубка федерации футбола СССР 1990 - Четвертьфинал Кубка европейских чемпионов 1990 |
| Николай Павлов            | 1992—1994 | 116 | 67  | 22 | 27 | 193-119 | 156      | Вице-чемпион Украины 1992/1993 Бронзовый призёр чемпионата Украины 1992 |
| Александр Лысенко         | 1995      | 7   | 2   | 4  | 1  | 7-6     | 8        | |
| Бернд Штанге              | 1995—1996 | 102 | 45  | 14 | 16 | 125-67  | 128      | Бронзовый призёр чемпионата Украины 1994/1995, 1995/1996 Финал Кубка Украины 1994/1995 |
| Вячеслав Грозный          | 1996—1997 | 77  | 43  | 19 | 15 | 145-69  | 105      | Финал Кубка Украины 1996/1997 |
| Вадим Тищенко             | 1997—1998 | 32  | 12  | 6  | 14 | 31-41   | 30       | |
| Владимир Кобзарев         | 1998—1999 | 10  | 2   | 2  | 6  | 6-12    | 30       | |
| Леонид Колтун             | 1999      | 12  | 3   | 3  | 6  | 12-20   | 18       | |
| Николай Федоренко         | 1999—2001 | 74  | 32  | 20 | 22 | 89-86   | 84       | Бронзовый призёр чемпионата Украины 2000/2001 |
| Александр Лысенко (и. о.) | 2001      | 5   | 1   | 2  | 2  | 3-3     | 4        | |
| Евгений Кучеревский       | 2001—2005 | 161 | 86  | 36 | 39 | 240-139 | 208      | Бронзовый призёр чемпионата Украины 2003/2004 Финал Кубка Украины 2003/2004 |
| Вадим Тищенко (и. о.)     | 2005      | 12  | 4   | 3  | 5  | 12-15   | 11       | |
| Олег Протасов             | 2005—2008 | 92  | 41  | 33 | 18 | 112-75  | 115      | |
| Владимир Бессонов         | 2008—2010 | 73  | 36  | 18 | 19 | 107-62  | 90       | |
| Хуанде Рамос              | 2010—2014 | 139 | 79  | 30 | 30 | 251-138 | 188      | Вице-чемпион Украины 2013/2014 |
| Мирон Маркевич            | 2014—2016 | 90  | 50  | 19 | 21 | 145-71  | 119      | Бронзовый призёр чемпионата Украины 2014/2015, 2015/2016 Финал Лиги Европы 2014/2015 |
| Дмитрий Михайленко        | 2016—2017 | 35  | 10  | 13 | 12 | 32-41   | 47 (-24) | |
| Александр Поклонский      | 2017—2019 | 54  | 27  | 11 | 17 | 91-59   | 57 (-18) | |

## Капитаны

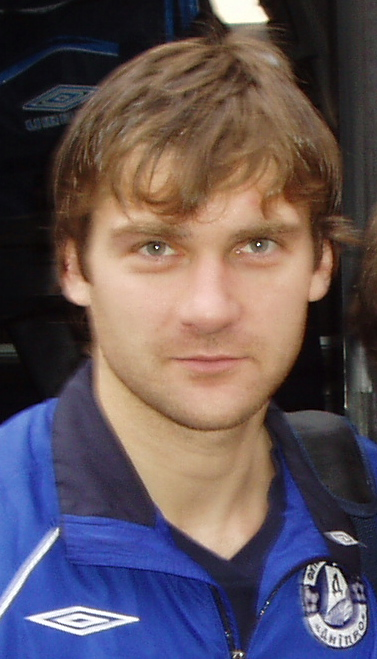
Олег Шелаев дольше всех находился на посту капитана «Днепра» — 8 лет (с 2000 по 2008 годы)

| Игрок                | Годы капитанства |
| -------------------- | ---------------- |
| Борис Дановский      | 1961—1969        |
| Анатолий Гринько     | 1969—1973        |
| Роман Шнейдерман     | 1973—1977        |
| Вячеслав Петрухин    | 1978—1980        |
| Александр Погорелов  | 1981—1983        |
| Геннадий Литовченко  | 1983—1987        |
| Антон Шох            | 1988—1989        |
| Вадим Тищенко        | 1990—1992        |
| Сергей Дирявка       | 1992—1995        |
| Александр Полунин    | 1996—1997        |
| Александр Поклонский | 1997—2000        |
| Олег Шелаев          | 2000—2008        |
| Андрей Русол         | 2008—2011        |
| Руслан Ротань        | 2011—2017        |
| Сергей Палюх         | 2017—2019        |

## Рекордсмены
|    | Игрок             | Матчи |
| -- | ----------------- | ----- |
| 1  | Руслан Ротань     | 416   |
| 2  | Роман Шнейдерман  | 393   |
| 3  | Владимир Багмут   | 378   |
| 4  | Сергей Назаренко  | 352   |
| 5  | Борис Дановский   | 327   |
| 6  | Владимир Лютый    | 308   |
| 7  | Александр Лысенко | 306   |
| 8  | Олег Шелаев       | 270   |
| 9  | Анатолий Гринько  | 268   |
| 10 | Андрей Русол      | 266   |

|    | Игрок              | Голы |
| -- | ------------------ | ---- |
| 1  | Олег Протасов      | 108  |
| 2  | Евгений Селезнев   | 88   |
| 3  | Виктор Романюк     | 79   |
| 4  | Михаил Дидевич     | 75   |
| 5  | Сергей Назаренко   | 74   |
| 6  | Валерий Лапшин     | 69   |
| 7  | Владимир Лютый     | 62   |
| 8  | Олег Таран         | 60   |
| 9  | Евгений Коноплянка | 51   |
| 10 | Матеус             | 49   |

## Личные достижения футболистов «Днепра»

### Обладатели «Серебряной бутсы»

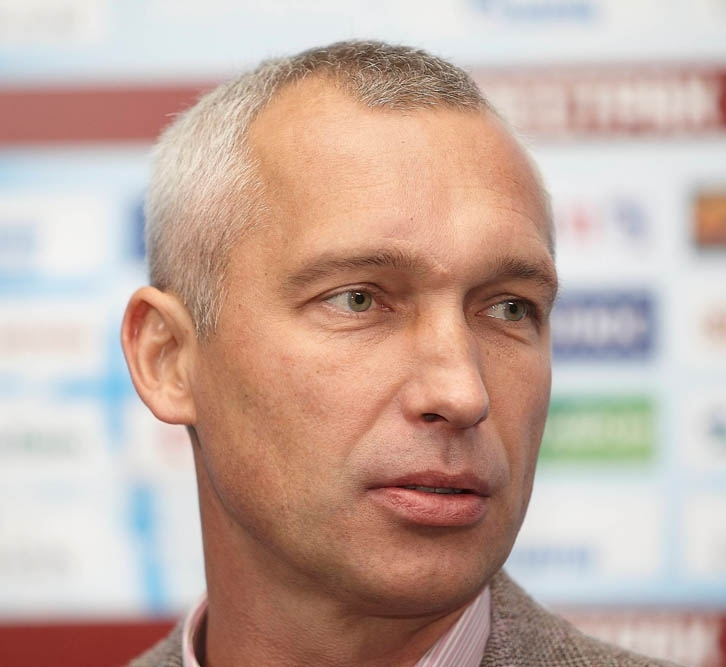
Олег Протасов

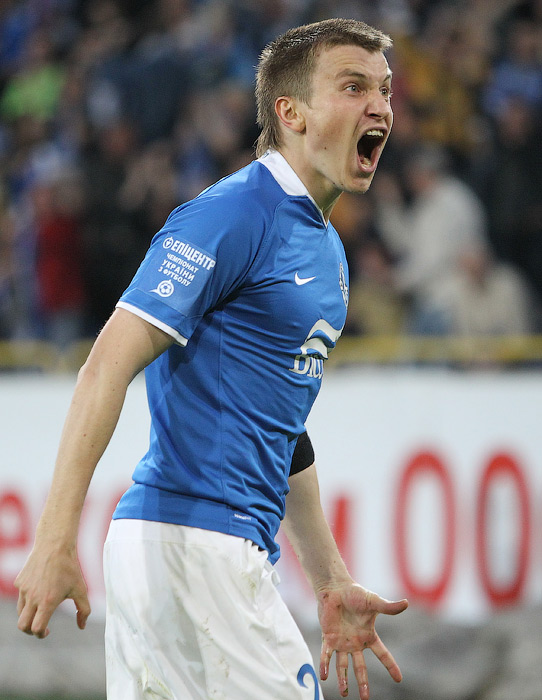
Руслан Ротань

Следующие футболисты получили «Серебряную бутсу», выступая за «Днепр»:
- Олег Протасов — 1986 (35 голов)

### Футболисты года СССР
Следующие футболисты становились футболистами года в СССР, выступая за «Днепр»:
- Геннадий Литовченко — 1984
- Олег Протасов — 1987

### Лучшие бомбардиры чемпионата СССР
Следующие футболисты становились лучшими бомбардирами чемпионата СССР, выступая за «Днепр»:
- Олег Протасов — 1985, 1987
- Евгений Шахов — 1988

### Лучшие бомбардиры чемпионата Украины
Следующие футболисты становились лучшими бомбардирами чемпионата Украины, выступая за «Днепр»:
- Евгений Селезнёв — 2010/11

### Вратари сезона в чемпионате Украины
Следующие футболисты становились вратарями сезона на Украине, являясь игроками «Днепра»:
- Денис Бойко — 2014/15

### Футболист года Украины (газета«Украинский футбол»)
Следующие футболисты становились футболистами года Украины, выступая за «Днепр»:
- Олег Таран — 1983
- Геннадий Литовченко — 1984
- Олег Венглинский — 2003
- Александр Рыкун — 2004
- Сергей Назаренко — 2006
- Евгений Коноплянка — 2010, 2012, 2013
- Руслан Ротань — 2016

### Футболисты года Украины (газета«Команда»)
Следующие футболисты становились футболистами года Украины, выступая за «Днепр»:
- Александр Рыкун — 2004
- Сергей Назаренко — 2006, 2007
- Евгений Коноплянка — 2013

### Олимпийские чемпионы
Следующие футболисты становились Олимпийскими чемпионами, выступая за «Днепр»:
- Алексей Чередник — 1988
- Владимир Лютый — 1988
- Вадим Тищенко — 1988